# Carole Thate
Carole Helene Antoinette Thate (Utrecht, 6 de dezembro de 1971) é uma ex-jogadora de hóquei sobre a grama neerlandesa que já atuou pela seleção de seu país.

## Carreira

### Olimpíadas de 1996
Nos Jogos de Atlanta de 1996, Carole e suas companheiras de equipe levaram a seleção neerlandesa à conquista da medalha de bronze do torneio olímpico. Na partida de disputa do terceiro lugar, os Países Baixos empataram em 0 a 0 com a Grã-Bretanha no tempo regular, e venceram nos tiros livres.

### Olimpíadas de 2000
Nos Jogos de Sydney de 2000, Carole e suas companheiras de equipe levaram a seleção neerlandesa à conquista da medalha de bronze do torneio olímpico. Na primeira fase, os Países Baixos terminaram em terceiro lugar do grupo. Na segunda fase, composta por um único grupo de seis equipes, as neerlandesas também ficaram em terceiro, classificando-se assim para a disputa do bronze. Nesta partida, Carole Thate ajudou seu time na vitória de 2 a 0 sobre a Espanha.